# Julius Rietz
August Wilhelm Julius Rietz (28. december 1812 i Berlin—12. september 1877 i Dresden) var en tysk musiker, dirigent og komponist.

## Biografi
Rietz uddannede sig som violoncellist, men blev tidlig, ved Mendelssohns bistand, ført ind på dirigentbanen. Rietz kaldtes først til det Immermannske Teater i Düsseldorf som kapelmester efter Mendelssohn. I 1847 blev han teaterkapelmester i Leipzig og samtidig dirigent i Singakademie; 1848 Gades efterfølger som leder af Gewandhauskoncerterne og derhos lærer ved konservatoriet. Disse stillinger beklædte Rietz med hæder, indtil han 1860 kaldtes til Dresden som hofkapelmester, i hvilken virksomhed han forblev til sin død. Rietz er som komponist nøje knyttet til Mendelssohn; bekendtest er hans koncertouverture i A-Dur og en lystspilouverture. I øvrigt skrev han operaer og anden teatermusik, symfonier, koncerter, kirkemusik etc., men vandt særlig som dirigent et kendt og anset navn.